# كالي بآتلو

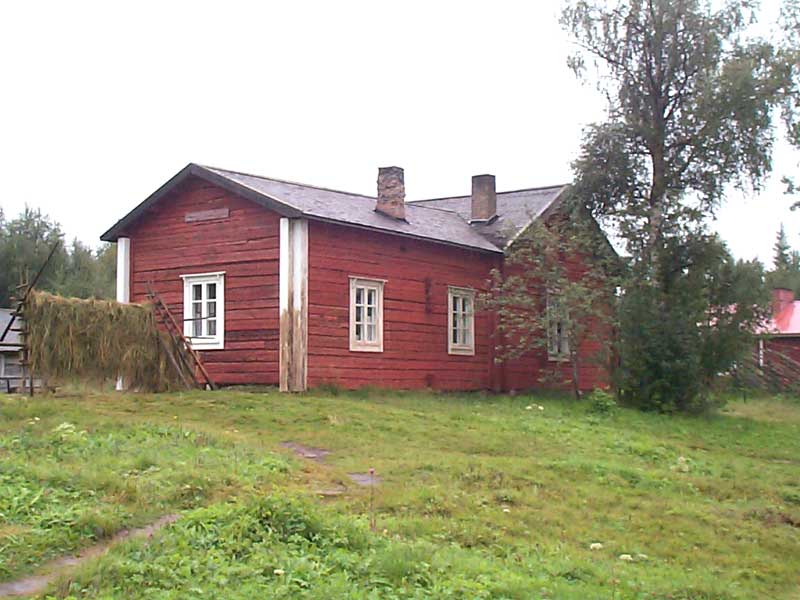
منزل طفولة كالي باتالو. بناه والده.

كالـّي بآتـَلو (Kalle Päätalo؛ تايفالكوسكي، 11 نوفمبر 1919 - تامبيري، 20 نوفمبر 2000) روائي فنلندي، أكثر الكتـّاب الفنلنديين شعبية في القرن العشرين.
وُلد بآتـَلو في بلدة تايفالكوسكي بإقليم بوهيانما الشمالية ببيئة فقيرة. كان والده خشّأباً عانى من اضطرابات نفسية دورية، فكان على كالي أن يعول أسرته بسن الرابعة عشرة في مهنة والده. في ذات الوقت، حلم بأن يصبح كاتباً وقرأ بنهم، متأثراً كثيراً برواية «مارتن إيدن» لجاك لندن وكتاب دليل الكتاب الطموحين لميكا فالتري. خدم في حرب الشتاء وحرب الاستمرار التي لم يكملها لإصابته فيها. بعد هاتين الحربين، انتقل إلى تامبيري حيث درس في كلية التقنية، ليصبح مقاول بناء، كتب قصصاً قصيرة نـُشرت في عدة مجلات. تزوج مرتين وفرُزق بابنتين من زواجه الثاني.
كتب بآتـَلو في عام 1958 روايته الأولى بموقع بناء في تامبيري. في روايته الثانية «خبزنا اليومي» وهو الكتاب الأول في سلسلة «الشمال الشرقي» (Koillismaa) المكونة من خمسة أجزاء، يلتفت بآتـَلو إلى منطقته الأصلية. بحلول هذا الوقت، بات بآتـَلو قادراً أن يتحول إلى كاتب مستقل، وفي الفترة من سنة 1962 حتى وفاته كان ينشر كتاباً واحداً كل عام. في سنة 1971 نشر الجزء الأول من سلسلة «جذور على ضفة نهر لي» (Juuret Iijoen törmässä) المكونة من 26 جزءاً، ولعلها أطول رواية سيرة ذاتية في العالم (نحو 17.000 صفحة في المجموع). ترسم سلسلة حياة بآتـَلو منذ طفولته المبكرة حتى نشر لأولى روايته، وفي نفس الوقت يطرح رؤية مثيرة للاهتمام عن تاريخ فنلندا على مدى حوالي أربعة عقود من وجهة نظره.
رغم أن كـُتب بآتـَلو الأولى نالت استحساناً مبشراً بالنجاح، سرعان ما تحول المشهد النقدي السائد لكتاباته إلى السلب في حين ظلت شعبيته ثابتة. رأى البعض بطء سرده يؤدي على ما يبدو إلى شيء من الملل، بينما المعجبون به الكثيرون، ومعظمهم من أبناء جيله، كانوا مفتونين بالتفاصيل الوفيرة جداً، والتي أعادت بناء ماضي بدقة.
من نقاط قوة أسلوب بآتـَلو الأخرى هي إخلاصه المطلق للقارئ - فلعله لم يترك شيئاً من حياته إلا وحكى عنه، فكتاباته حتى الآن ليست مثيرة فحسب - وطريقته البارعة في استخدام الفنلندية المحكية خصوصاً بلهجته الأصلية. مؤخراً، بدأ العديد من النقاد لمشاهدة أعماله في ضوء جديد وقد اجتذبت أيضاً اهتمام القراء الأصغر سناً. تقديراً لمسيرته، تحصل بآتـَلو على وسام برو فنلنديا ولقب أستاذ في عام 1978، والدكتوراه الفخرية من جامعة أولو في عام 1994.
يعرف ب«ملك إعادة الطبع» بسبب نجاح الهائل لكتبه، صدرت لبآتـَلو 39 رواية، ومجموعتين من القصص القصيرة ومسرحية واحدة في حياته، كما نـُشرت المزيد من قصص قصيرة بعد وفاته.

## روابط خارجية
- كالي بآتلو على موقع IMDb (الإنجليزية)
- كالي بآتلو على موقع قاعدة بيانات الفيلم (الإنجليزية)